# Kanał Bristolski
Kanał Bristolski (ang. Bristol Channel, wal. Môr Hafren) – zatoka Oceanu Atlantyckiego u południowo-zachodnich wybrzeży Wielkiej Brytanii.
Wcina się bardzo głęboko, na 230 km, w głąb lądu. Do kanału uchodzą m.in. rzeki Severn, Usk i Avon. Szerokość maksymalna 126 km, największa głębokość 50 m, bardzo wysokie pływy, nawet do 14,5 m.

Ważniejsze porty: Bristol, Newport, Cardiff, Swansea.